# Abtei Schweiklberg

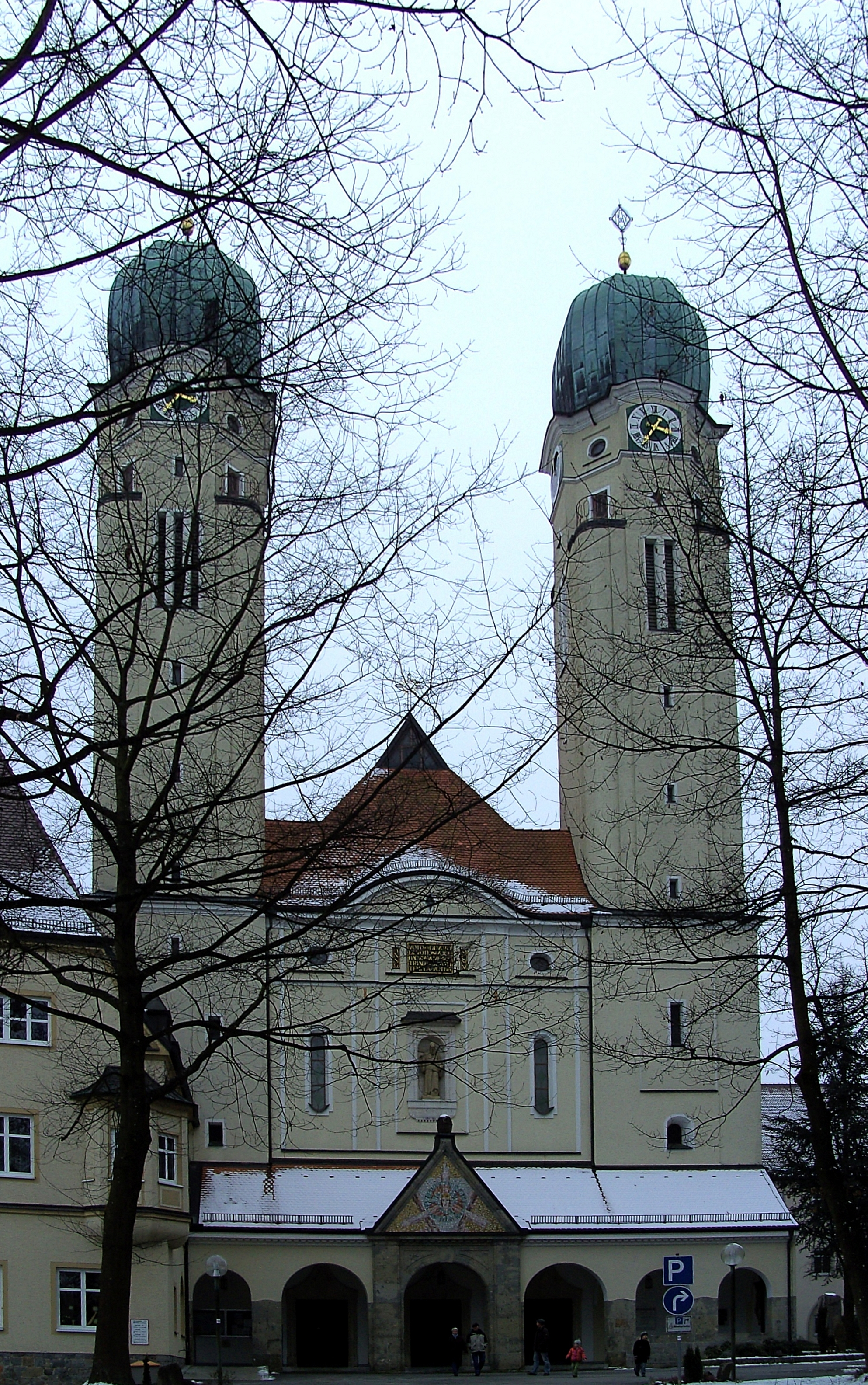
Schweiklberger Abteikirche

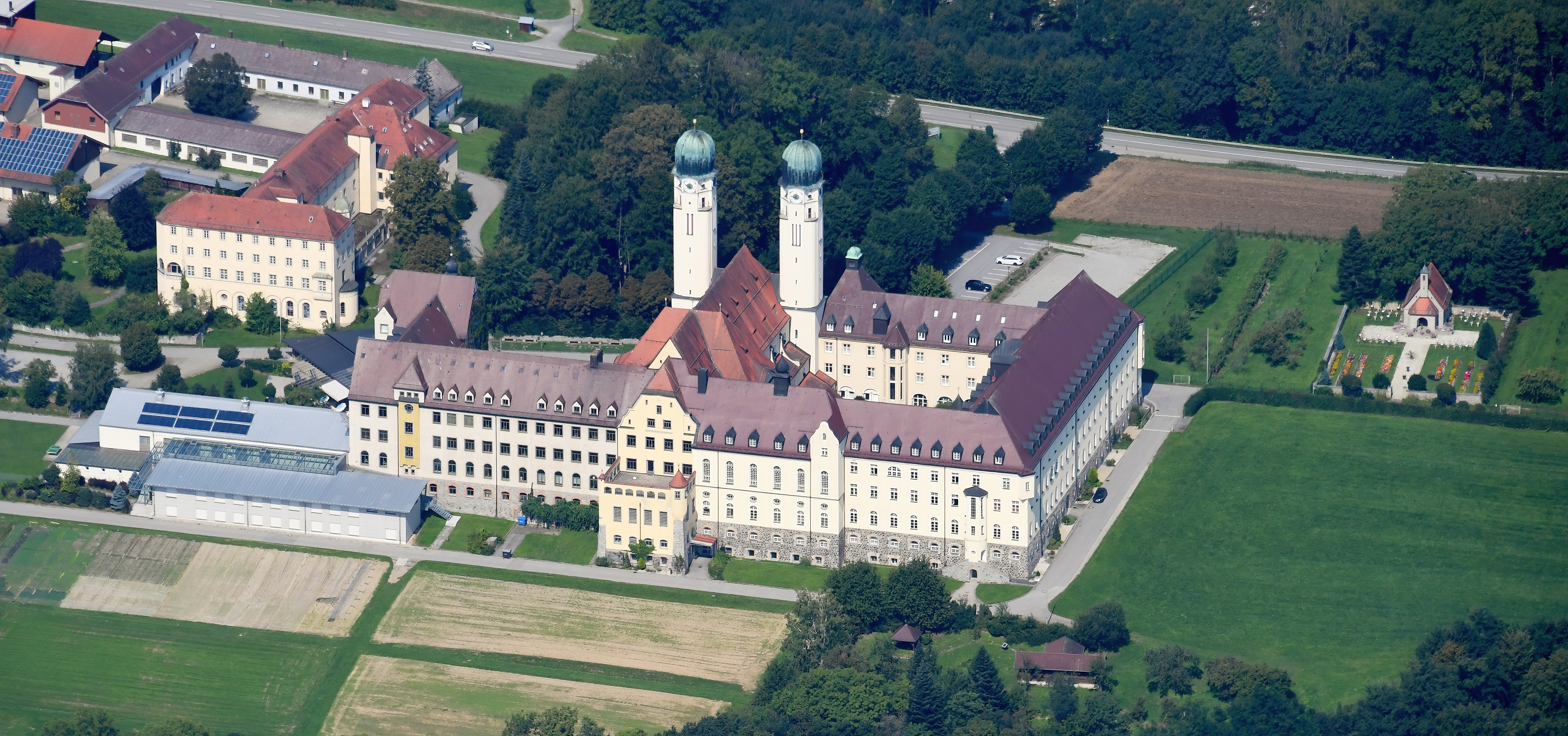
Luftbild der Abtei Schweiklberg

Die Abtei Schweiklberg ist ein Kloster der Benediktinerkongregation von St. Ottilien in Vilshofen an der Donau (Niederbayern). Der Hauptauftrag des Klosters liegt in der Mission.

## Geschichte
1904 wurde das Kloster Schweiklberg durch Pater Coelestin Maier (1871–1935) von St. Ottilien aus gegründet. Die Hauptaufgabe des Klosters bestand und besteht in der Ausbildung von Missionsbenediktinern sowie in der finanziellen Unterstützung des Missionswerkes. Die Klostergebäude und die Kirche sind in den Jahren 1905–1925 erbaut worden. 1914 wurde das bisherige Priorat Schweiklberg zur Abtei erhoben. Gleichzeitig wurde der Gründer des Klosters, Coelestin Maier, erster Abt der wachsenden Klostergemeinschaft. Am 2. April 1941 wurde die Abtei durch die Gestapo aufgehoben und nach dem Zusammenbruch des Dritten Reiches 1945 der Ordensgemeinschaft wieder zurückgegeben. Ein Mönch von Schweiklberg, Pater Cyprian Mayr, gründete 1949 das Säkularinstitut St. Bonifatius.

## Mission
Die Kongregation von St. Ottilien ist eine Missionsbenediktinerkongregation. Seit ihrer Gründung 1884 durch den Schweizer P. Andreas Amrhein sind die Mönche in der Mission in Afrika, Südamerika und Asien tätig. Auch viele Schweiklberger Mönche waren in der Mission tätig und sind es auch heute noch, mit ca. 10 Mönchen in Südafrika, Kolumbien, Kenia und Tansania. Ihre Hauptaufgabe besteht in der Gründung von Klöstern und Pfarreien nach benediktinischem Vorbild und dem Bau von Krankenhäusern und Schulen. Das Kloster betreibt auch einen Missionsverein, der die Mission vor allem finanziell unterstützt. Dafür findet auch einmal im Monat ein Missionsflohmarkt in Schweiklberg statt, dessen Reinerlös komplett für die Mission verwendet wird. Die Missionskongregation betreibt heute weltweit ungefähr 50 Klöster.

## Dreifaltigkeitskirche

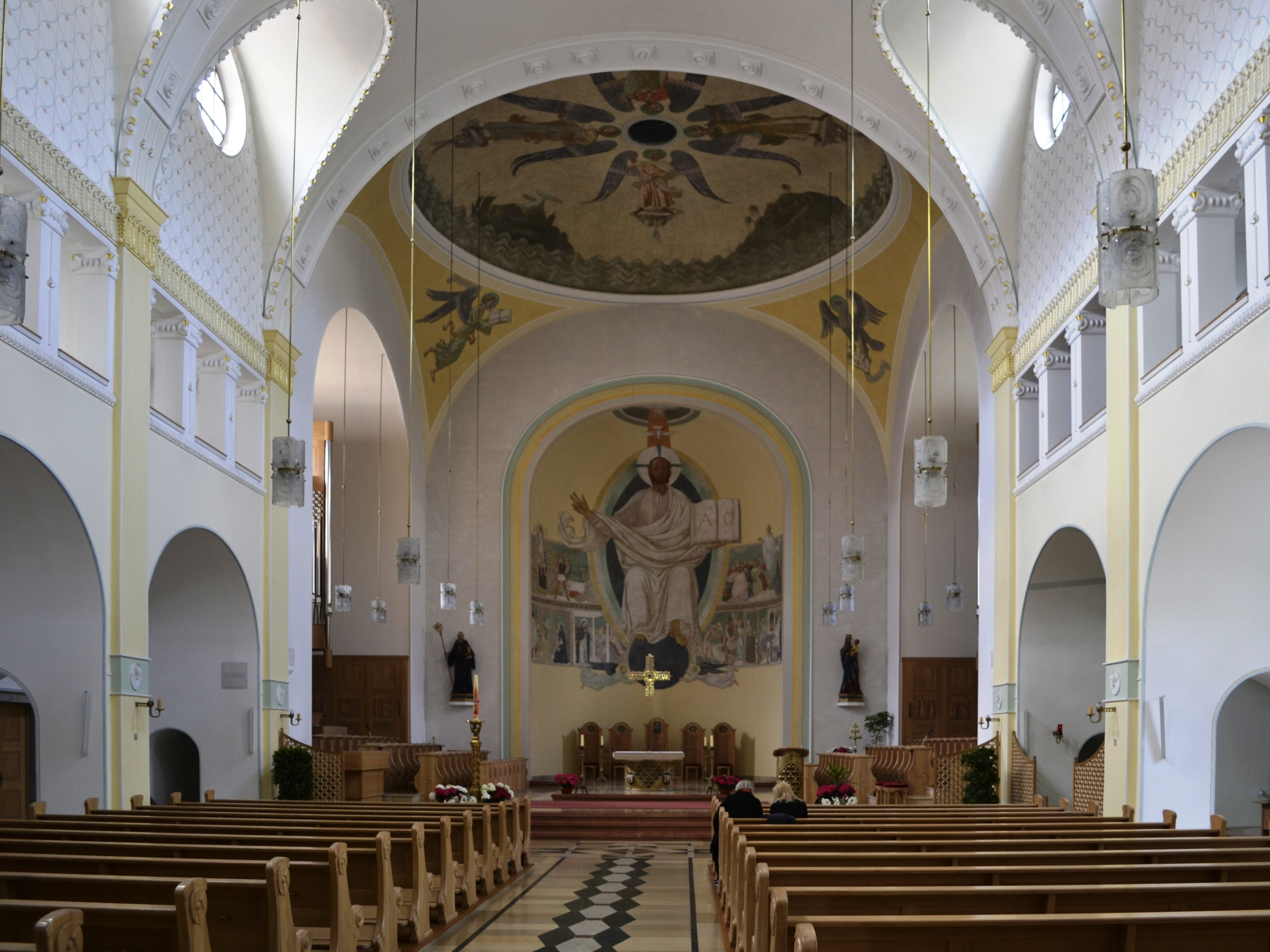
Innenansicht

### Geschichte und Architektur
Die zwischen 1909 und 1911 im Jugendstil erbaute Abteikirche ist 1925 der heiligsten Dreifaltigkeit geweiht worden. Architekt der Kirche war Michael Kurz.
Nach einer ersten Umgestaltung des Innenraums im Jahr 1971 erfolgte 1998 nochmals eine Erneuerung des Erscheinungsbildes mit einem Hauch von Jugendstil. Dabei wurde der Chorraum mit afrikanischen Schnitzereien von Benson Ndaka (Kenia), die den Kreuzweg darstellen, versehen.
Unter dem Chorraum befindet sich eine Krypta. Äußerlich wurde die Kirche 1982 umgestaltet. An den beiden, je 51 Meter hohen Türmen befinden sich acht Zifferblätter, von denen eines den Stand der Mondes und das andere den Stand der Sonne anzeigt. 

### Orgeln

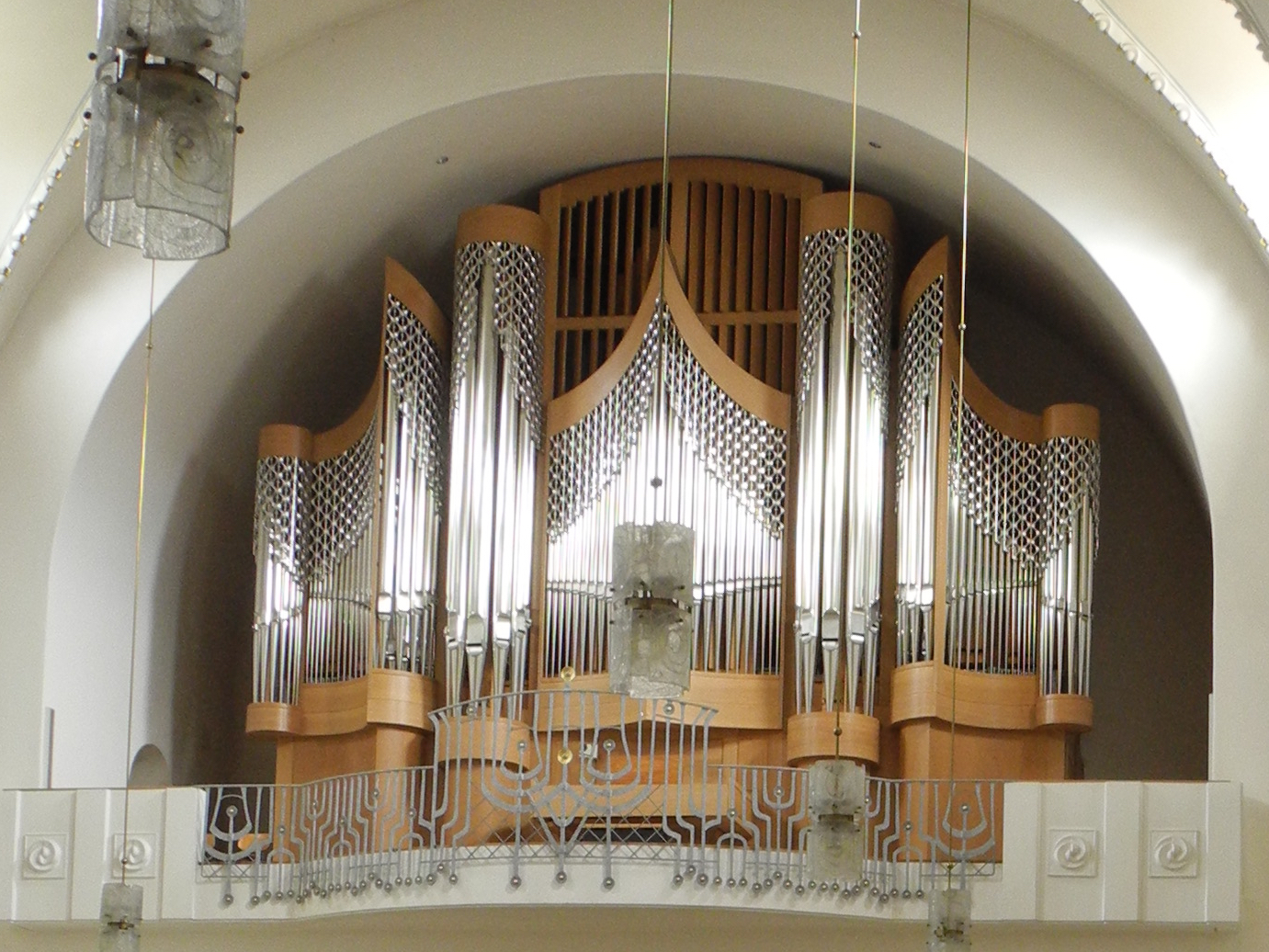
Blick auf die Hauptorgel

2000 wurde auch die neue Orgel der Firma Klais mit 87 Registern und 5769 Pfeifen eingeweiht. Die Hauptorgel der Abteikirche hat 52 Register auf drei Manualen und Pedal. Die Spieltrakturen sind mechanisch, die Registertrakturen elektrisch.
| I Hauptwerk C–a3 |              |        |
| 01.              | Principal    | 16′    |
| 02.              | Principal    | 08′    |
| 03.              | Holzflöte    | 08′    |
| 04.              | Gamba        | 08′    |
| 05.              | Octave       | 04′    |
| 06.              | Traversflöte | 04′    |
| 07.              | Quinte       | 02 ⁄3′ |
| 08.              | Superoctave  | 02′    |
| 09.              | Mixtur V     | 01′    |
| 10.              | Scharff III  | 02⁄3′  |
| 11.              | Trompete     | 08′    |

| II Positiv C–a3 |              |         |
| 12.             | Quintatön    | 16′     |
| 13.             | Principal    | 08′     |
| 14.             | Concertflöte | 08′     |
| 15.             | Nachthorn    | 08′     |
| 16.             | Dolkan       | 04′     |
| 17.             | Rohrflöte    | 04′     |
| 18.             | Nasard       | 02 ⁄3′  |
| 19.             | Flageolet    | 02′     |
| 20.             | Terz         | 01 3⁄5′ |
| 21.             | Septime      | 01 ⁄7′  |
| 22.             | Quinte       | 01 ⁄3′  |
| 23.             | Mixtur IV-V  | 01 ⁄3′  |
| 24.             | Rankett      | 16′     |
| 25.             | Schalmey     | 08′     |
|                 | Tremulant    |         |

| III Schwellwerk C–a3 |                 |     |
| 26.                  | Bordun          | 16′ |
| 27.                  | Principal       | 08′ |
| 28.                  | Doppelflöte     | 08′ |
| 29.                  | Gemshorn        | 08′ |
| 30.                  | Zartgeige       | 08′ |
| 31.                  | Schwebung       | 08′ |
| 32.                  | Octave          | 04′ |
| 33.                  | Zartflöte       | 04′ |
| 34.                  | Klosterflöte    | 02′ |
| 35.                  | Mixtur V        | 02′ |
| 36.                  | Bombarde        | 16′ |
| 37.                  | Trompette harm. | 08′ |
| 38.                  | Hautbois        | 08′ |
| 39.                  | Vox humana      | 08′ |
| 40.                  | Clairon harm.   | 04′ |
|                      | Tremulant       |     |

| Pedal C–f1 |               |        |
| 41.        | Untersatz     | 32′    |
| 42.        | Principalbass | 16′    |
| 43.        | Subbass       | 16′    |
| 44.        | Zartbass      | 16′    |
| 45.        | Octavbass     | 08′    |
| 46.        | Violoncello   | 08′    |
| 47.        | Gedacktbass   | 08′    |
| 48.        | Choralflöte   | 04′    |
| 49.        | Mixtur IV     | 02 ⁄3′ |
| 50.        | Posaune       | 16′    |
| 51.        | Trompete      | 08′    |
| 52.        | Clarine       | 04′    |

- Koppeln:
  - Normalkoppeln: II/I, III/I, III/II, I/P, II/P, III/P
  - Superoktavkoppeln: II/I, II/II, III/I, III/III
  - Suboktavkoppeln: II/I, II/II, III/I, III/III
- Nebenregister: Regen, Donner
- Spielhilfen: 1000-fache Setzeranlage, programmierbare Crescendowalze

Auch die Chororgelanlage wurde von der Orgelbaufirma Klais erbaut. Das Schleifladen-Instrument stammt aus dem Jahr 2000 und wurde in zwei Gehäusen (Epistelseite und Evangelienseite) aufgestellt. Es hat insgesamt 36 Register auf drei Manualwerken und Pedal. Die Spiel- und Registertrakturen sind elektrisch, mit Ausnahme der Spieltrakturen auf der Evangelienseite, die mechanisch sind.
| I Hauptwerk C–a3 |                   |        |
|                  | (Evangelienseite) |        |
| 01.              | Bordun            | 16′    |
| 02.              | Principal         | 08′    |
| 03.              | Corno dolce       | 08′    |
| 04.              | Viola             | 08′    |
| 05.              | Octave            | 04′    |
| 06.              | Rohrflöte         | 04′    |
| 07.              | Superoctave       | 02′    |
| 08.              | Mixtur IV         | 01 ⁄3′ |
| 09.              | Trompete          | 0 8′   |

| II Schwell-Positiv C–a3 |                   |         |
|                         | (Evangelienseite) |         |
| 10.                     | Flauto amabile    | 08′     |
| 11.                     | Salicional        | 08′     |
| 12.                     | Unda maris        | 08′     |
| 13.                     | Trichterflöte     | 04′     |
| 14.                     | Dolce             | 04′     |
| 15.                     | Flautino          | 02′     |
| 16.                     | Triplet           | 02 ⁄3′  |
| 17.                     | Terz              | 01 3⁄5′ |
| 18.                     | Piccolo           | 01′     |
| 19.                     | Bassethorn        | 08′     |

| III Schwellwerk C–a3 |                  |        |
|                      | (Epistelseite)   |        |
| 20.                  | Harmonica        | 16′    |
| 21.                  | Geigenprincipal  | 08′    |
| 22.                  | Flûte harmonique | 08′    |
| 23.                  | Aeoline          | 08′    |
| 24.                  | Vox coelestis    | 08′    |
| 25.                  | Querflöte        | 04′    |
| 26.                  | Violine          | 04′    |
| 27.                  | Salicet          | 02′    |
| 28.                  | Harm. aeth. IV   | 02 ⁄3′ |
| 29.                  | Euphon           | 08′    |

| Pedal C–f1 |                   |     |
|            | (Evangelienseite) |     |
| 30.        | Subbass           | 16′ |
| 31.        | Octave            | 08′ |
| 32.        | Spitzflöte        | 08′ |
| 33.        | Superoctave       | 04′ |
| 34.        | Fagott            | 16′ |
|            | (Epistelseite)    |     |
| 35.        | Harmonica         | 16′ |
| 36.        | Principal         | 08′ |

- Koppeln: II/I, III/I, III/II, I/P, II/P, III/P

### Glocken
Die Klosterkirche verfügt über ein sechsstimmiges Glockengeläut aus Briloner Sonderbronze der Glockengießerei Albert Junker, das 1950 angeschafft wurde. Glockenweihe war am 20. August 1950. Das ursprüngliche Geläut von 1911 fiel der Rüstungsproduktion im Zweiten Weltkrieg zum Opfer, drei kleinere 1948 in Regensburg gegossene Glocken waren nicht zufriedenstellend.
| Glocke | Name                 | 0Gewicht0 | Schlagton |
| ------ | -------------------- | --------- | --------- |
| 1      | Christ König         | 4100 kg   | B°        |
| 2      | Gottesmutter Maria   | 2430 kg   | des′      |
| 3      | Sanctissima Trinitas | 1750 kg   | es′       |
| 4      | Hl.Rita              | 1200 kg   | f′        |
| 5      | S. Benedicte         | 0720 kg   | as′       |
| 6      | S. Michael           | 0510 kg   | b′        |

Die Christkönigs-Glocke mit einem Gewicht von 4,1 Tonnen befindet sich im Westturm. Im Ostturm befinden sich die fünf anderen Glocken mit einem Gesamtgewicht von 6,6 Tonnen.

## Kloster
Das Klostergebäude, in dem der Konvent beheimatet ist, ist auf östlicher Seite an die Kirche angeschlossen und durch die hohe Lage des Schweiklberges von der Stadt aus sehr gut sichtbar. Es ist fest in die Silhouette von Vilshofen eingeprägt. Dieses Gebäude wurde zwischen 1999 und 2002 komplett außen sowie innen renoviert. Das gesamte Dach und die Außenfassaden wurden erneuert, im Inneren wurden alle Mönchszellen mit Badezimmern ausgestattet und auch technisch modernisiert. Im Kloster befindet sich eine Bibliothek mit ca. 150.000 Büchern. Während der Besetzung durch die Gestapo wurden jedoch viele NS-kritische und jüdische Bücher aussortiert. Das Kloster hat außerdem eine eigene Krankenstation, in der die alten und kranken Mönche versorgt werden. Im Erdgeschoss befinden sich neben dem Refektorium, dem Kreuzgang rund um die zwei Innenhöfe, der Sakristei, der Pforte, der Verwaltung und den Räumlichkeiten des Missionsvereins auch eine Chorkapelle, in der die Mönche täglich beten.

### Konvent
Vor dem Zweiten Weltkrieg hatte das Kloster mit 155 Mönchen seine Blütezeit. Obwohl in diesem Krieg 35 Mönche fielen, erlebte das Kloster in den 1960er-Jahren mit über 130 Mitgliedern noch einmal eine Blütezeit. 2019 lebten dort 21 Mönche.

### Äbte
- 1914–1935 Cölestin Maier (1871–1935)
- 1935–1941 Thomas Aquinas Graf
- 1941–1967 Willibald Margraf
- 1967–1982 Anselm Schulz (1931–2012)
- 1982–2007 Christian Schütz (* 1938)
- 2007–2017 Rhabanus Petri (* 1963)
- 2017–2019 P. Benedikt Schneider als Prior-Administrator[5]
- Seit 16. Dezember 2019 P. Richard Multerer (* 1940) als Prior-Administrator[6]

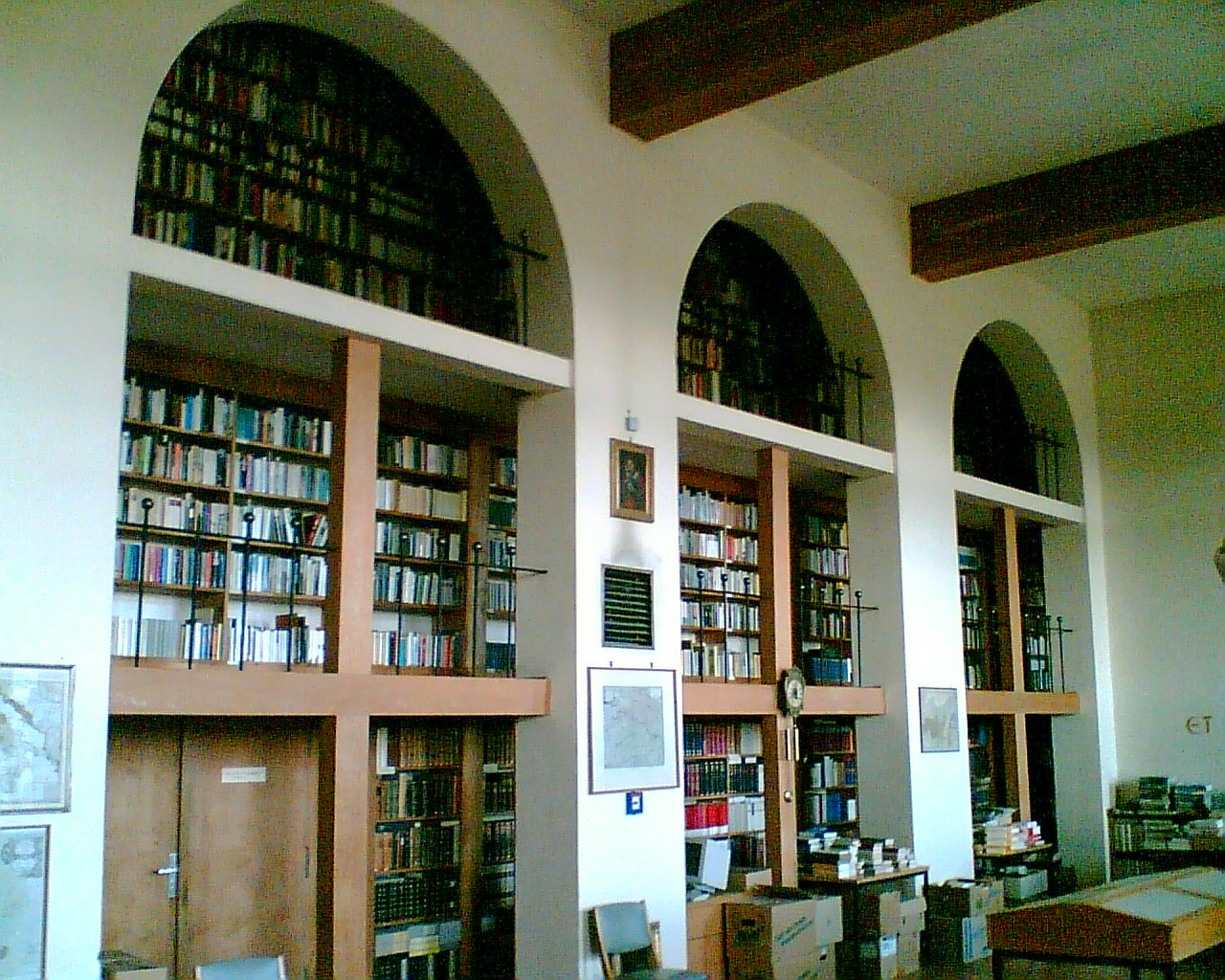
Bibliothek Schweiklberg
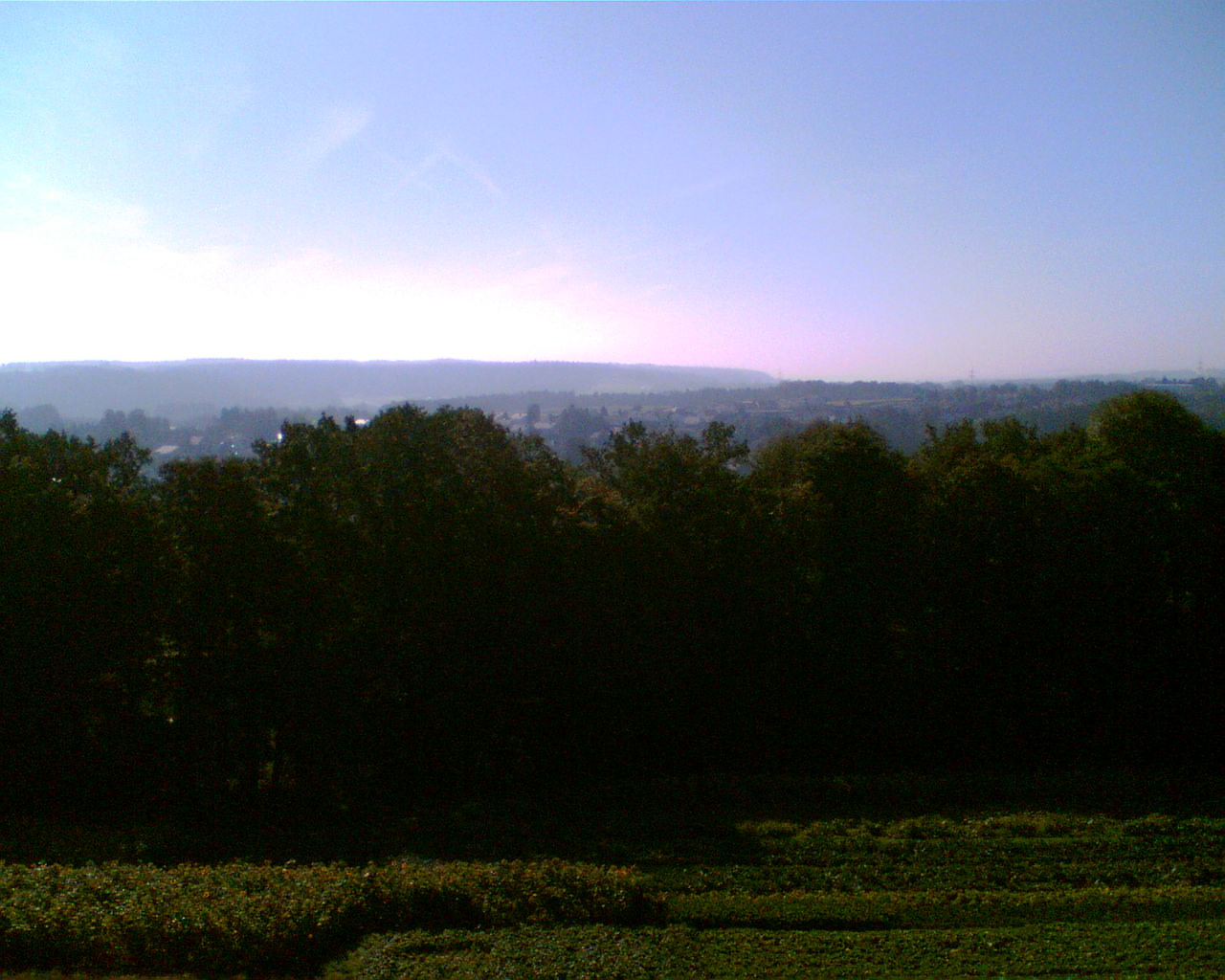
Aussicht vom Kloster Schweiklberg
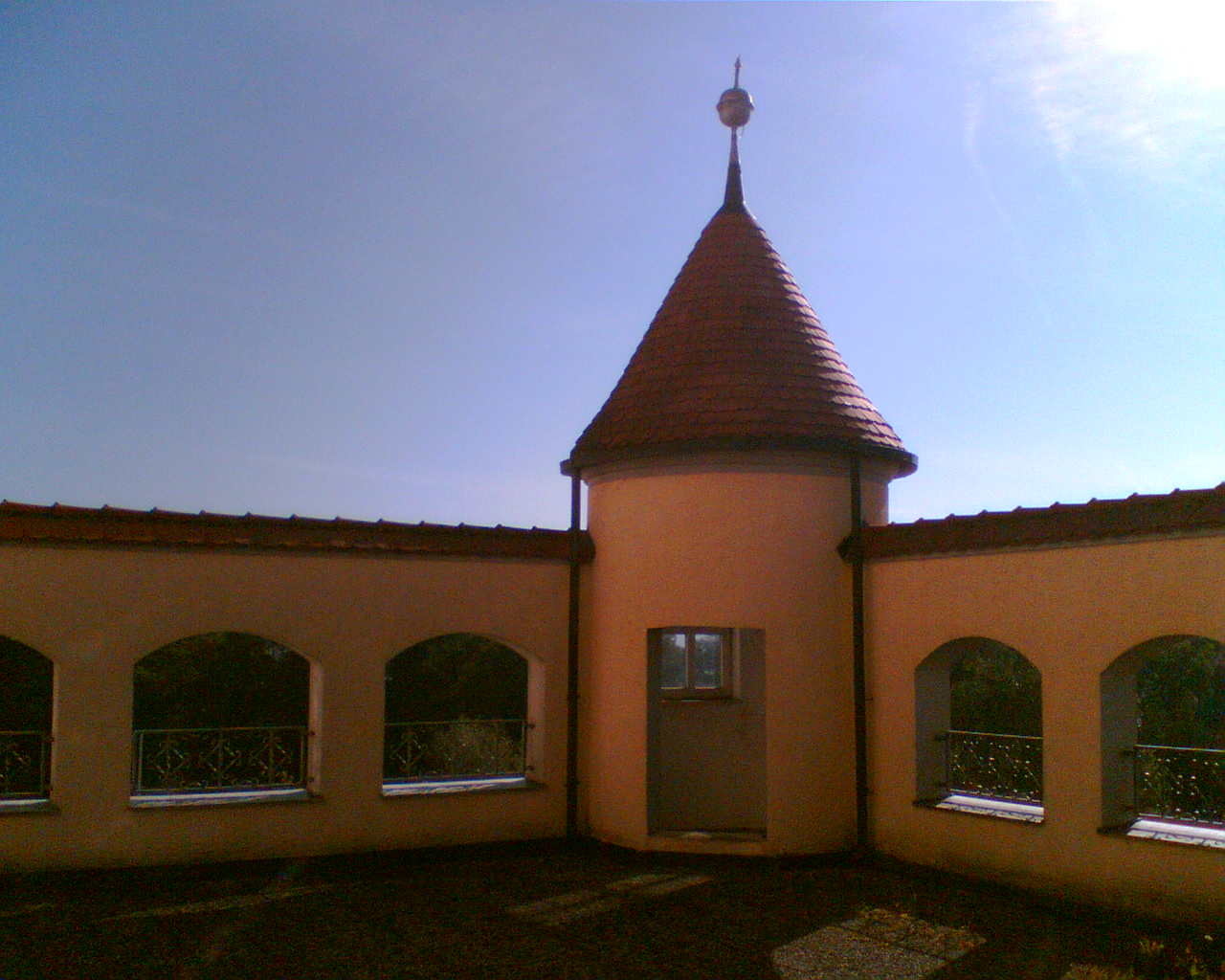
Kloster Schweiklberg (Brüstung)
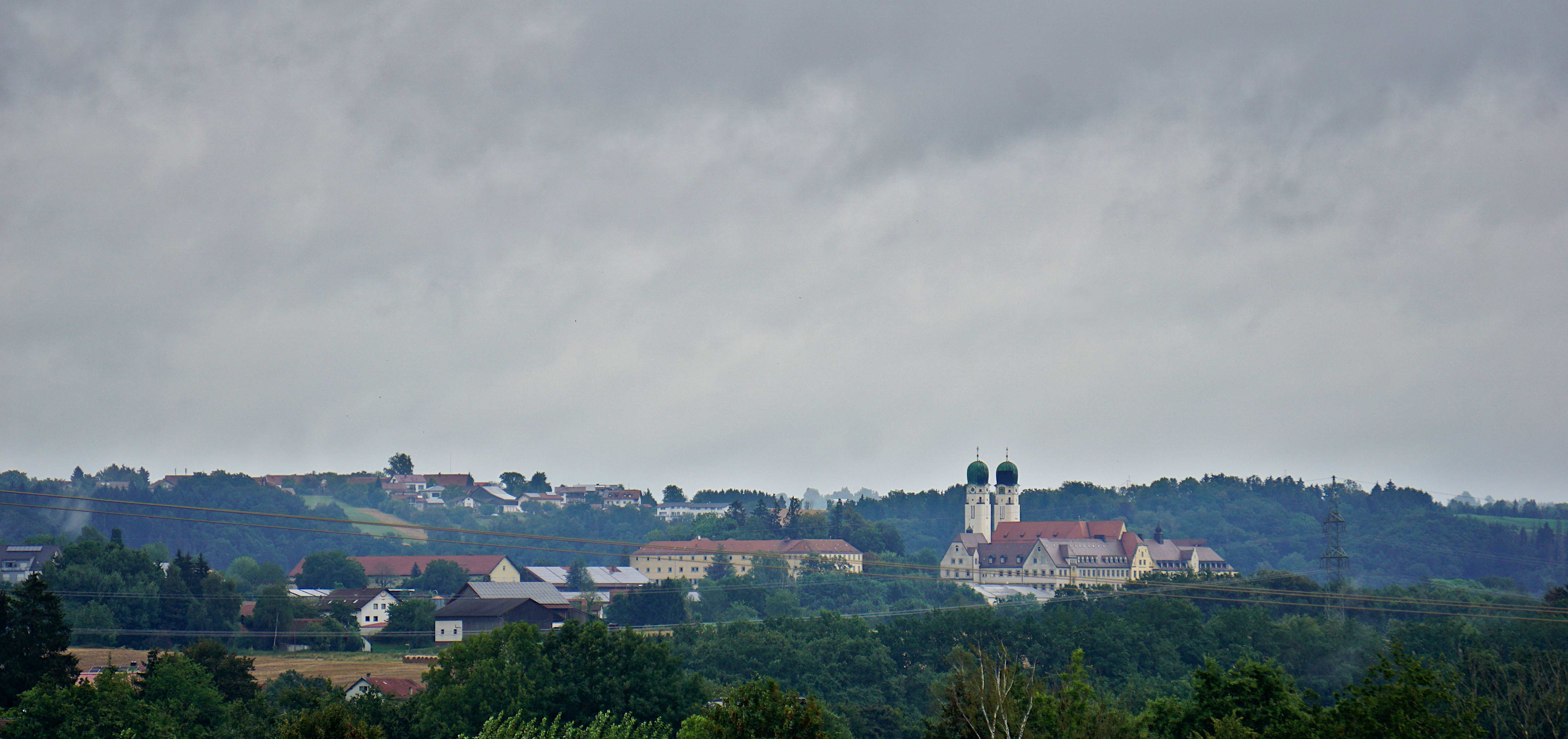
Schweiklberg von Aunkirchen aus gesehen

## Schule
Eine der ersten Einrichtungen, die Gründerabt Coelestin Maier errichtete, war die Schule und das Internat. Das an das Gymnasium angegliederte Internat wurde jedoch in den 1990er-Jahren aufgelöst. Seit 1999 wurde eine sechsstufige Realschule aufgebaut und zugleich das Gymnasium, welches nur bis zur zehnten Jahrgangsstufe bestand, aufgelöst. Im Jahr 2004 verließen die letzten Gymnasiasten die Schule und bereits 2005 absolvierten die ersten Realschüler in Schweiklberg den Realschulabschluss. Zwischen 2003 und 2004 wurde der gesamte Altbau zur Gänze renoviert und auf den technisch neusten Stand gebracht. Im Zuge der Umbaumaßnahmen wurde 2002 auch ein kompletter Neubau an das Schulgebäude angegliedert, in dem sich heute eine großzügige Pausenhalle und die naturwissenschaftlichen Fachräume befinden. Direktor der Knabenrealschule ist seit 21. Februar 2011 Michael Zenger. Die Schule, die im Jahr 2021 ca. 400 Schüler besuchten, verfügt über ein Tutorium, eine Bläserklasse, eine Fußballerklasse, offene Ganztagesschule und eine besondere Sportförderung.

## Bergfried
Das Anwesen wird bereits im 16. Jahrhundert als „Meierhof beim Oberhaus“ urkundlich erwähnt und gehörte dem jeweiligen Passauer Bischof. Das nachweislich seit 1707 Landrichterhof genannte Anwesen diente dabei als Wirtschaftshof für das Oberhaus. Nachdem der Fürstbischof von Passau sich 1784 von diesem Hof trennte, wechselten vor allem im 19. Jahrhundert die Besitzer oftmals. Einer von ihnen, Ingenieur Müller, eröffnete 1901 auf dem Landrichterhof ein sog. Stahlbad und nannte dieses „Bergfried“. Es bestand auch nach Müllers Tod 1907 weiter, sein Betrieb wurde jedoch im Zusammenhang mit dem Ausbruch des Ersten Weltkriegs eingestellt. Im Januar 1918 kaufte die Abtei Schweiklberg unter Abt Coelestin Maier das ehemalige Stahlbad Bergfried, um hier ihre Zöglinge unterzubringen, die in Passau die letzten Klassen des dortigen humanistischen Gymnasiums besuchten. Diesen Zweck erfüllte Bergfried bis 1986. In den 1990er-Jahren wandelte sich das Haus vom Studienkolleg in ein Haus der Stille und Kontemplation. Damit ermöglichte die Abtei – ihrem missionarischen Auftrag gemäß – Einzelgästen und Gruppen, zu Stille und Gebet zu finden. Im November 2006 schloss dieses Haus aufgrund Personalmangels seine Pforten.

## Schweiklberger Geist
Der Schweiklberger Geist ist ein Heilkräuter-Destillat, das heute weit über die Grenzen von Schweiklberg hinaus bekannt ist. Im Jahr werden ca. 50.000–60.000 Fläschchen in der klostereigenen Geistbrennerei produziert und in die ganze Welt verschickt. Die geheime Rezeptur wurde in den Anfangszeiten des Klosters von Gründerabt Coelestin Maier erworben.

## Afrikamuseum

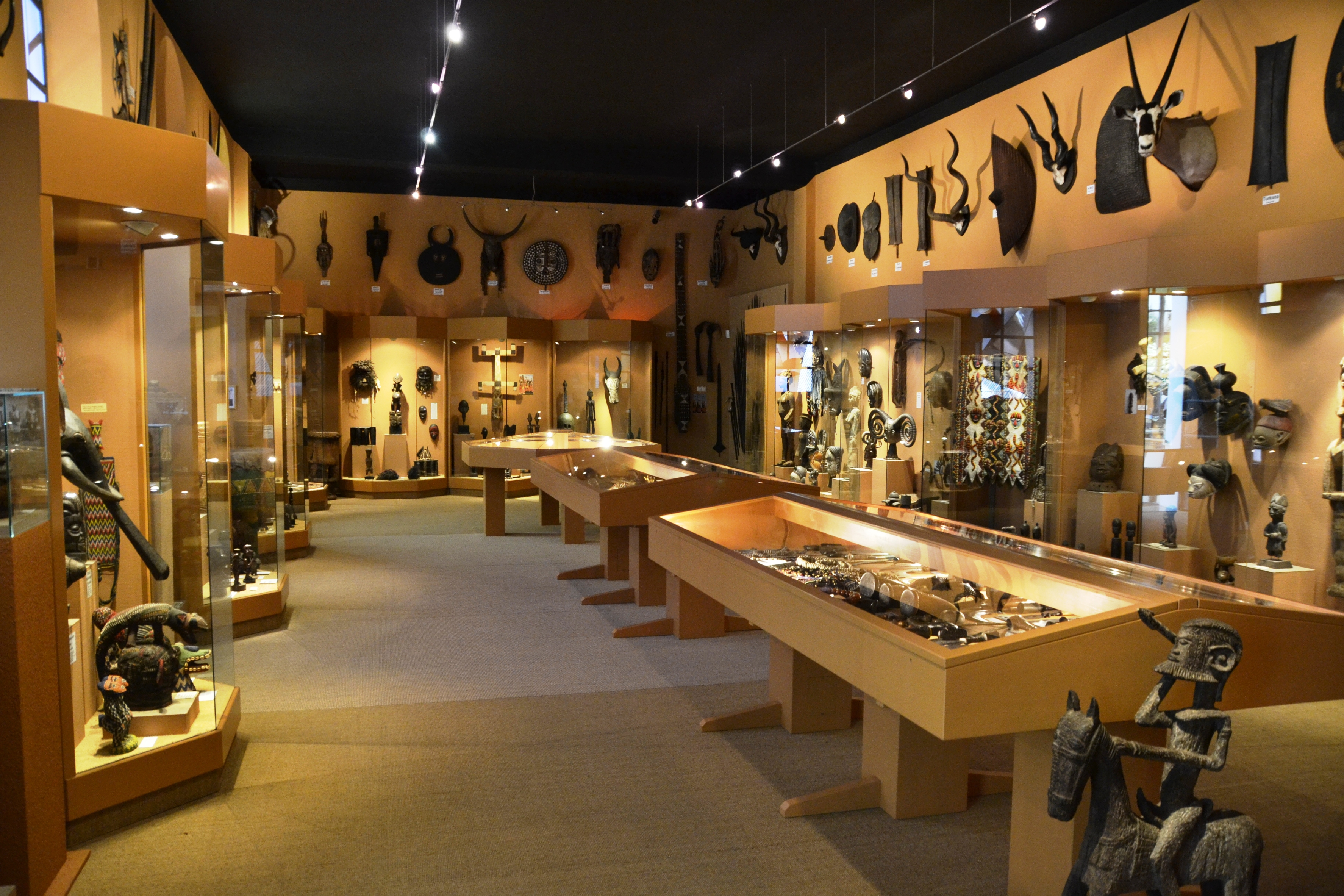
Das Afrikamuseum im Jahr 2014

Im Afrikamuseum wird eine Vielzahl von Exponaten der traditionellen afrikanischen Kunst und Völkerkunde öffentlich ausgestellt. Diese stammen von heimkehrenden Missionaren, aus Spenden sowie von Erwerbungen aus Privatsammlungen. In den Stand- und Liegevitrinen werden insgesamt über 800 Objekte verschiedener afrikanischer Stämme präsentiert.

## Film
- In der ganzen Welt – Abtei Schweiklberg (in der Reihe Donauklöster), 2001